# Cosmopterix damnosa
Cosmopterix damnosa là một loài bướm đêm thuộc họ Cosmopterigidae. Loài này có ở Hoa Kỳ (from Florida, Louisiana, Mississippi, Michigan, New Hampshire).
Con trưởng thành được sưu tầm từ cuối tháng 3 đến giữa tháng 4 và tháng 9, chứng tỏ có hai thế hệ. Cánh trước dài 3,3-5,1 mm.